# Olympische Sommerspiele 2012/Teilnehmer (Antigua und Barbuda)
| Gelbes Symbol für Goldmedaillen mit stilisierten Olympischen Ringen | Graues Symbol für Silbermedaillen mit stilisierten Olympischen Ringen | Braundes Symbol für Bronzemedaillen mit stilisierten Olympischen Ringen |
| ------------------------------------------------------------------- | --------------------------------------------------------------------- | ----------------------------------------------------------------------- |
| —                                                                   | —                                                                     | —                                                                       |

Antigua und Barbuda nahm in London an den Olympischen Spielen 2012 teil. Es war die insgesamt neunte Teilnahme an Olympischen Sommerspielen. Die Antigua and Barbuda Olympic Association nominierte vier Athleten in zwei Sportarten.
Fahnenträger bei der Eröffnungsfeier war der Leichtathlet Daniel Bailey.

## Teilnehmer nach Sportart

### Leichtathletik
Laufen und Gehen 
| Athleten          | Wettbewerb | Vorlauf | Vorlauf | Halbfinale    | Halbfinale    | Finale        | Finale        | Rang |
| Athleten          | Wettbewerb | Zeit    | Rang    | Zeit          | Rang          | Zeit          | Rang          | Rang |
| ----------------- | ---------- | ------- | ------- | ------------- | ------------- | ------------- | ------------- | ---- |
| Frauen            |            |         |         |               |               |               |               |      |
| Afia Charles      | 400 m      | 54,25 s | 38      | ausgeschieden | ausgeschieden | ausgeschieden | ausgeschieden | 38   |
| Männer            |            |         |         |               |               |               |               |      |
| Daniel Bailey     | 100 m      | 10,12 s | 13      | 10,16 s       | 17            | ausgeschieden | ausgeschieden | 17   |
| Brendan Christian | 200 m      | 20,63 s | 21      | 20,58 s       | 15            | ausgeschieden | ausgeschieden | 15   |

### Schwimmen
| Athleten                | Wettbewerb    | Vorlauf | Vorlauf | Halbfinale    | Halbfinale    | Finale        | Finale        | Rang |
| Athleten                | Wettbewerb    | Zeit    | Rang    | Zeit          | Rang          | Zeit          | Rang          | Rang |
| ----------------------- | ------------- | ------- | ------- | ------------- | ------------- | ------------- | ------------- | ---- |
| Frauen                  |               |         |         |               |               |               |               |      |
| Karin O’Reilly Clashing | 50 m Freistil | 30,01 s | 55      | ausgeschieden | ausgeschieden | ausgeschieden | ausgeschieden | 55   |